# Bibi Rovère
Pour les articles homonymes, voir Rovère.
Gilbert Rovère, dit « Bibi Rovère », né le 29 août 1939 à Toulon et mort le 13 mars 2007 à Gorbio (Alpes-Maritimes), est un contrebassiste français.

## Biographie
Gilbert Rovère naît à Toulon le 29 août 1939.
Très tôt, sa famille s'installe à Nice. Il entre au conservatoire de la ville en 1954. À 17 ans, il participe au festival de Sanremo et enregistre aux côtés d'un autre niçois, le saxophoniste ténor Barney Wilen.
Monté à Paris en 1957, il accompagne dans les clubs les musiciens américains de passage au Tabou, au Riverside et au Chat qui Pêche (Bud Powell, Sonny Stitt, Johnny Griffin, Sonny Rollins et Dexter Gordon).
Il effectue une tournée avec le groupe choral les Swingle Singers, puis devient en 1962-1964 l'accompagnateur de Martial Solal avec à la batterie Charles Bellonzi, un autre niçois. C'est le deuxième trio de ce pianiste après celui fondé avec le bassiste Guy Pedersen et le batteur Daniel Humair.
Duke Ellington en petite formation, fait appel à lui, en 1964, pour une tournée européenne et mondiale ainsi qu'une séance d'enregistrement.
Bibi Rovère a également enregistré en mars 1963, avec le guitariste belge René Thomas, Meeting Mr. Thomas, chez Barclay, avec Charles Bellonzi à la batterie, Lou Bennett à l'orgue et Jacques Pelzer au saxophone et à la flûte.
Il est le bassiste attitré du Living Room où il accompagne le pianiste Mal Waldron et obtient le prix Django-Reinhardt de l'Académie du Jazz en 1967. En 1978, il cesse toute activité musicale et rentre à Nice. Il revient quelques années plus tard jouer dans les clubs de la Côte d'Azur.
Il meurt d'un cancer des poumons le 13 mars 2007 à Gorbio (Alpes-Maritimes).

### Vie privée
Gilbert Rovère était marié à l'actrice Liliane Rovère. En 1971, ils adoptent une petite fille qu'ils prénomment Tina.

## Discographie
Avec Martial Solal
- 1965 : En liberté, Martial Solal trio avec Charles Bellonzi (Columbia)
- 1966 : Son 66, Martial Solal trio (Columbia)
- 1966 : En direct du Blue Note, Martial Solal trio (Columbia)
- 1968 : Fafasifa, Martial Solal trio
- 1968 : Électrode : Martial Solal joue Michel Magne
- 1969 : On Home Ground, Martial Solal trio enregistré live au Blue Note (Paris)
- 1970 : Sans Tambour, Ni Trompette, avec Solal et Jean-François Jenny-Clark dans une formule à deux contrebasses

Autres enregistrements
- février 1963 : In Paris,  avec Bud Powell au piano et Kansas Fields (batterie)
- 1963 : Meeting Mr. Thomas, Barclay, avec le guitariste belge René Thomas, Charles Bellonzi à la batterie, Lou Bennett à l'orgue et Jacques Pelzer au sax et à la flûte
- 1964 : Jazz Group 1964, avec Duke Ellington  CD-Musidisc / Jazz Anthology # 550192
- 1965 : Sonny Rollins in Paris, Jazzway LLM 1501, avec Art Taylor (batterie)
- 23 avril 1966 : Cannonball Adderley Live in Paris, Ulysse musique AROC 50709,
- 7 janvier 1974 : Invitation, Spotlite 604, avec Al Haig (piano) et Kenny Clarke (batterie)
- 1977 : Tilt, avec Barney Wilen (sax ténor), Jacky Cnudde (piano), Bibi Rovère (contrebasse) et Charles Saudrais (batterie).